# Pandanaceae
Pandanaceae is de botanische naam van een familie van eenzaadlobbige planten. Een familie onder deze naam wordt algemeen erkend door systemen van plantentaxonomie, en ook door het APG-systeem (1998) en het APG II-systeem (2003).
Het gaat om een middelgrote familie van tegen de duizend soorten, in zo'n drie genera, waarvan Pandanus het bekendste is (de zogeheten schroefpalmen).
In het Cronquist systeem (1981) was de familie ook geplaatst in de orde Pandanales, maar ze was daar het enige lid van de orde.
Soorten die op Wikipedia worden behandeld:
- Pandanus amaryllifolius
- Geurende schroefpalm (Pandanus tectorius)